# Emsworth (Pensilvânia)
Emsworth é um distrito localizado no estado norte-americano da Pensilvânia, no Condado de Allegheny.

## Demografia
Segundo o censo norte-americano de 2000, a sua população era de 2598 habitantes.
Em 2006, foi estimada uma população de 2408, um decréscimo de 190 (-7.3%).

## Geografia
De acordo com o United States Census Bureau tem uma área de 1,8 km², dos quais 1,5 km² cobertos por terra e 0,3 km² cobertos por água. Emsworth localiza-se a aproximadamente 254 m acima do nível do mar.

## Localidades na vizinhança
O diagrama seguinte representa as localidades num raio de 4 km ao redor de Emsworth.